# ديفيد ريان
ديفيد ريان (بالإنجليزية: David Ryan) (5 يناير 1957 بمانشستر في المملكة المتحدة - ) هو لاعب كرة قدم بريطاني في مركز حراسة المرمى. لعب مع بورت فايل ومانشستر يونايتد ونادي ساوثبورت ونادي هايد إف سي ونادي تشورلي ونورثويتش فيكتوريا.

## وصلات خارجية
- ديفيد ريان على موقع قاعدة بيانات كرة القدم.إي يو (الإنجليزية)
- ديفيد ريان على موقع قاعدة بيانات كرة القدم.إي يو (الإنجليزية)